# Karel Zapletal (geolog)
Karel Zapletal (18. května 1903 Velká Bíteš – 29. prosince 1972 Brno) byl český pedagog a geolog.

## Biografie
Karel Zapletal se narodil v roce 1903 ve Velké Bíteši, v roce 1921 odmaturoval na prvním českém gymnáziu v Brně, již během gymnázia nastoupil v roce 1917 jako dobrovolný pracovník na Geologický ústav v Brně, mezi lety 1918 a 1919 (stejně tak i 1921–1923) pracoval jako dobrovolník v zoologickém oddělení Moravského zemského muzea a v roce 1918 působil i jako dobrovolník v Zemské geologické laboratoři. Od roku 1921 do roku 1925 studoval Přírodovědeckou fakultu Masarykovy univerzity v Brně a v roce 1925 pak získal doktorát přírodních věd na Přírodovědecké fakultě Univerzity Karlovy v Praze.
V srpnu a září pracoval jako asistent na mineralogicko-geologickém oddělení Moravského zemského muzea, následně nastoupil na základní vojenskou službu, kterou absolvoval mezi lety 1925 a 1926. V letech 1927 a 1928 působil jako prozatímní profesor na gymnáziu v Moravských Budějovicích, v letech 1928 a 1929 pak působil jako prozatímní profesor na gymnáziu v Brně. V roce 1929 pak byl habilitován soukromým docentem geologie a petrografie České vysoké školy technické a v roce 1935 pak byl jmenován mimořádným profesorem vysoké školy technické v Brně. Od roku 1935 působil jako externí poradce společnosti Baťa, který se věnoval ropným vrtům v oblasti Strážnice. V roce 1936 se pak stal kustodem mineralogicko-geologického oddělení v Moravském zemském muzeu. V roce 1938 byl navržen na jmenování řádným profesorem geologie a petrografie, ale jmenování bylo odloženo z důvodu uzavření vysokých škol. Mezi lety 1945 a 1948 vedl mineralogické-oddělení MZM a byl také jmenován ředitelem Zemského geologického ústavu v Brně. V roce 1946 pak byl jmenován řádným profesorem Vysoké školy technické dr. E. Beneše v Brně, v témže roce se stal členem Královské české společnosti nauk a také byl jmenován zemským vrchním radou muzejních sbírek.
V roce 1948 byl jmenován řádným profesorem užité geologie a petrografie na Přírodovědecké fakultě Masarykovy univerzity. Od roku 1950 do roku 1952 byl děkanem PřF MU a také mezi lety 1950 a 1960 vedl katedru geologie na přírodovědecké fakultě v Brně a mezi lety 1957 a 1958 byl znovu děkanem fakulty. V roce 1967 byl znovu jmenován do vědecké rady fakulty. Na fakultě působil i nadále a v roce 1970 byl jmenován emeritním profesorem.

## Dílo
Věnoval se primárně petrografii a užité geologii, zabýval se geologií krystalinika, terciéru, kvartéru, geotektonické syntéze, paleoantropologii, prehistorii, petroarcheologii, balneologii, muzeologii a pedagogice. Zabýval se petrografií západní Moravy. Věnoval se i přednáškám, přednášel na mezinárodních geologických kongresech v Londýně, Washingtonu, Moskvě, Vratislavi, Tiraně nebo Freibergu. V roce 1955 obdržel Cenu osvobození města Brna a v roce 1968 obdržel stříbrnou medaili Moravského zemského muzea.
Byl členem Královské české společnosti nauk, Československé společnosti pro mineralogii a geologii, Moravské přírodovědné společnosti, Státní výzkumné rady, Moravské akademie práce, Krajského pedagogického sboru v Brně a dalších společností.
V roce 1930 se oženil se spolužačkou z gymnázia, v roce 1936 se mu narodil syn Jiří a roku 1942 syn Karel. V roce 1955 bylo navrženo jeho vyloučení z KSČ, nakonec obdržel pouze důtku, ale i přesto se postavil proti vyloučení některých kolegů z fakulty a tak byl v roce 1959 vyloučen z KSČ a následně odvolán z pozice vedoucího katedry. V roce 1968 byl částečně rehabilitován a vědecká rada přírodovědecké fakulty byla požádala o jeho členství v ČSAV, které však v rámci tzv. normalizace bylo zamítnuto. Je pohřben na Ústředním hřbitově v Brně. V mládí si čile dopisoval s geologem Radimem Kettnerem, později (zřejmě v roce 1956) však přestali komunikovat.